# Verenigd Links (San Marino)
Verenigd Links is een politieke coalitie in San Marino. De coalitie werd opgericht in 2006 door de Sanmarinese Communistische Heroprichting, gevormd door degenen die het niet eens met de transformatie van de Sanmarinese Communistische Partij in de Sanmarinese Democratische Progressieve Partij in 1992, en de Linkse Partij, een afsplitsing van de Partij van de Democraten in 2005. De Italiaanse tegenhanger is Links Ecologie Vrijheid.